# Кабинет министров Израиля
Кабинет министров Израиля (ивр. קבינט השרים‎, рус. Кабинет асарим) или Правительство Израиля (ивр. ממשלת ישראל‎, рус. Мемшелет Исраэль) — высший орган исполнительной власти государства Израиль. Во главе кабинета министров стоит премьер-министр, имеющий право назначать министров (с согласия Кнессета) и увольнять их. Каждый из министров несёт ответственность за принятые кабинетом решения, даже если он не согласен с ними.
Президент Израиля поручает одному из членов кнессета (по представлению фракций составляющих Кнессет) право сформировать правительство и быть его главой. Это требует проведения тщательных коалиционных переговоров с представителями партий, прошедших в Кнессет. Коалиция может быть узкой, то есть состоять из небольшого количества членов кнессета, но поддерживаемое депутатами не входящими в коалицию в силу каких-либо причин (во втором правительстве Ицхака Рабина коалиция состояла из 59 депутатов, но поддерживалась двумя арабскими партиями, не входившими в коалицию, что давало необходимое большинство в кнессете). Один раз в истории Израиля было создано правительство из двух крупнейших партий в кнессете (Авода и Ликуд), возглавляемое лидерами этих партий (Шимон Перес и Ицхак Шамир) на основе ротации.
Министром в правительстве Израиля может быть назначен человек, не являющийся членом кнессета.
Правительство Израиля заседает в Иерусалиме.

## История
11 апреля 1948 года был создан Народный совет (ивр. מועצת העם‎), как представительский орган ишува. Из числа членов Народного совета, дирекция Сохнута избрала Народное управление (ивр. מנהלת העם‎), прототип кабинета министров, возглавляемое Давидом Бен-Гурионом. Одним из важных решений Народного управления стал отказ от плана Джорджа Маршалла об отложении провозглашения государства Израиль на 14 мая 1948 года. В этот день Бен-Гурионом была зачитана Декларация о независимости Израиля и Народное управление стало первым кабинетом министров молодого государства, исполнявший свои обязанности до первых выборов в Кнессет в 1949 году.

## Структура кабинета министров

### Премьер-министр
Премьер-министр Израиля — глава исполнительской власти в государстве. Он обязан быть членом кнессета и на него возложены высшие полномочия в принятии государственных решений. В случае смерти или увольнения премьер-министра, в отставку уходит и весь кабинет министров, что требует за собой сформирование нового правительства.
Полномочия премьер-министра:
- Представление правительства и государства в стране и вне её
- Руководство заседаниями кабинета министров
- Премьер-министр ответственен за решения, принимаемые министрами
- Он имеет право назначать или увольнять министров (в этом случае премьер-министр сам руководит министерством, вплоть до назначения нового министра)
- Он инспектирует работу межминистерских комиссий
- Премьер-министр является главой межминистерской комиссии по безопасности
- Он утверждает законы, принятые Кнессетом
- Премьер-министр может распустить Кнессет с согласия Президента страны

### Исполняющий обязанности премьер-министра
В случае отъезда премьер-министра за границу или его временной нетрудоспособности, его заменяет исполняющий обязанности премьер-министра. Если в течение 100 дней, премьер-министр не возвращается к исполнению своих обязанностей, и. о. становится полноправным премьер-министром вплоть до новых выборов в Кнессет. И. о. премьер-министра может быть любой из членов кнессета.
| Премьер-министр | И. о. премьер-министра | Года                    |
| --------------- | ---------------------- | ----------------------- |
| Шимон Перес     | Ицхак Шамир            | 13.09.1984 — 20.10.1986 |
| Ицхак Шамир     | Шимон Перес            | 20.10.1986 — 22.12.1988 |
| Ицхак Шамир     | Шимон Перес            | 20.10.1986 — 15.03.1990 |
| Ариэль Шарон    | Эхуд Ольмерт           | 28.02.2003 — 16.04.2006 |
| Эхуд Ольмерт    | Ципи Ливни             | 04.05.2006 — 31.03.2009 |

### Заместитель премьер-министра
Заместителем премьер-министра может быть любой член кнессета и их количество не ограничено законом. Это символическая должность, впервые введённая в 1952 году специально для первого министра финансов Израиля Элиезера Каплана.

### Вице-премьер
Символическая должность вице-премьера была впервые введена специально для Шимона Переса во втором правительстве Ариэля Шарона при вхождении партии Авода в коалицию.

### Министры
Министры правительства несут ответственность за работу вверенных им министерств и принимают участие в заседаниях кабинета министров. Министр без портфеля не руководит министерством, но принимает участие в заседаниях правительства. В основном министры являются членами кнессета, хотя это и не обязательно. В первом правительстве Израиля было 12 министров, в нынешнем, 32-м — 30 министров и 9 заместителей министра.

### Заместитель министра
Любой из министров правительства имеет право назначить себе заместителя, который обязан быть членом кнессета. Полномочия заместителя определяются министром. В случае увольнения министра с занимаемой должности, увольняется и его заместитель.

### Межминистерские комиссии
Для облегчения принятия государственных решений, в правительстве созданы межминистерские комиссии, важнейшей из которых является комиссия по безопасности. Членами комиссий является небольшое количество министров, что позволяет оперативное принятие решений по тем или иным вопросам.

### Правительство переходного периода
В случае смерти, увольнения или невозможности исполнения обязанностей премьер-министром; просьбы о роспуске кнессета премьер-министром или принятии решения Кнессетом о вотуме недоверия премьер-министру, кабинет министров становится правительством переходного периода вплоть до новых выборов в Кнессет и сформирования нового кабинета министров.

### Секретариат правительства
Секретариат правительства ответственен за ведение протоколов заседаний кабинета министров, наблюдение за выполнением решений правительства, распространение в СМИ правительственных сообщений и поддерживании рабочих связей между правительством и Кнессетом, и другими государственными учреждениями. Секретариат правительства подготавливает распорядок заседаний кабинета министров и межминистерских комиссий.
Возглавляет секретариат Секретарь правительства. На 2024 год им является Йоси Фокс.

## Действующий состав Правительства Израиля
См. Тридцать седьмое правительство Израиля